# Nocomis platyrhynchus
Nocomis platyrhynchus är en fiskart som beskrevs av Lachner och Jenkins, 1971. Nocomis platyrhynchus ingår i släktet Nocomis och familjen karpfiskar. Inga underarter finns listade i Catalogue of Life.